# Løn, pris og profit
Løn, pris og profit (originaltitel: Lohn Preis und Profit) er en bog skrevet i 1865 af Karl Marx, den blev dog først udgivet efter hans død i 1898 af hans datter Laura Marx. Oprindeligt var bogen et af Marxs foredrag som var blev afholdt 20. og 27. juni 1865 i Første Internationales generalråd.